# Télécommunications en Suisse

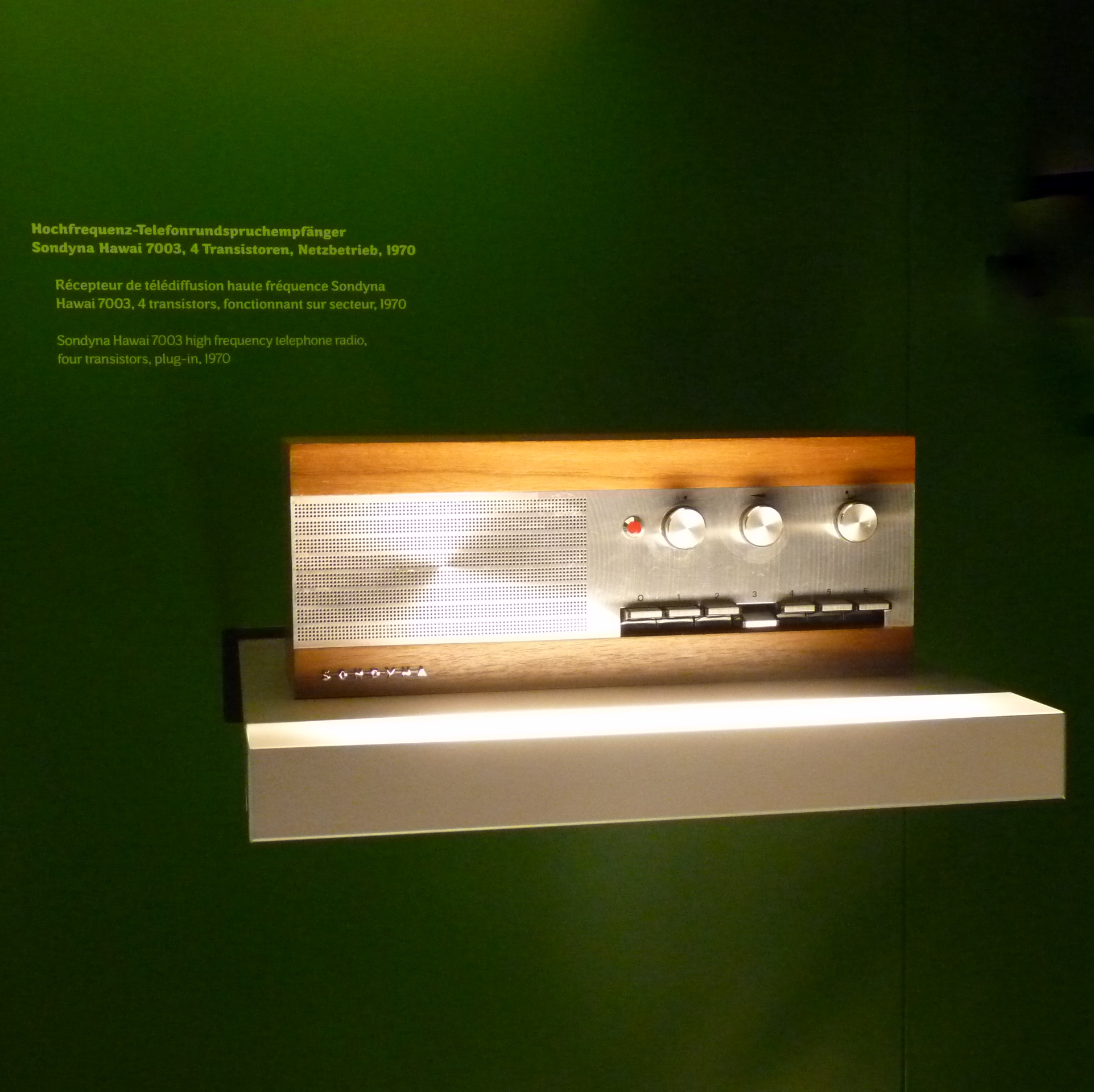
Berne. Musée de la communication : Récepteur radio téléphonique HF suisse Sondyna Hawai 7003, 1970 : Fabricant Sondyna AG Effretikon

Les infrastructures de télécommunications en Suisse comprennent le système téléphonique, Internet et les médias audiovisuels. 

## Téléphonie
En 2007, 5 millions de lignes téléphoniques fixes étaient utilisées et 8 096 000 de téléphones mobiles, soit plus d'un abonnement par habitant. 
Le système téléphonique est décrit comme fournissant « d'excellents services nationaux et internationaux » et ayant « un grand nombre réseaux de relais radio par câble et micro-ondes » dans The World Factbook.[réf. souhaitée]
Les communications par téléphone mobile sont proposées par plusieurs opérateurs, notamment Swisscom, Sunrise et Salt.

## Radio et télévision
En 1998, le nombre de récepteurs radio dans le pays s'élevait à 7 100 000, en moyenne un par habitant; en 2004, il y avait 113 stations de radio FM et 4 AM dans le pays, sans compter de nombreuses autres stations de faible puissance. 
De plus, en 1995, il y avait 108 stations de télévision et 3 310 000 téléviseurs. 

## Internet
Le domaine de premier niveau de l'indicatif de pays pour les pages Web suisses est .ch, provenant du nom latin de la confédération, Confoederatio Helvetica. Il y avait 115 fournisseurs de services Internet en Suisse et au Liechtenstein en 1999 et, en 2008, 4 610 000 utilisateurs d'Internet. 